# Charles Robinson Sykes
Charles Robinson Sykes (18 de diciembre de 1875 en Brotton - 6 de junio de  1950) fue un escultor inglés, conocido por haber diseñado el Spirit of Ecstasy, la mascota usada por los coches Rolls-Royce.

## Semblanza

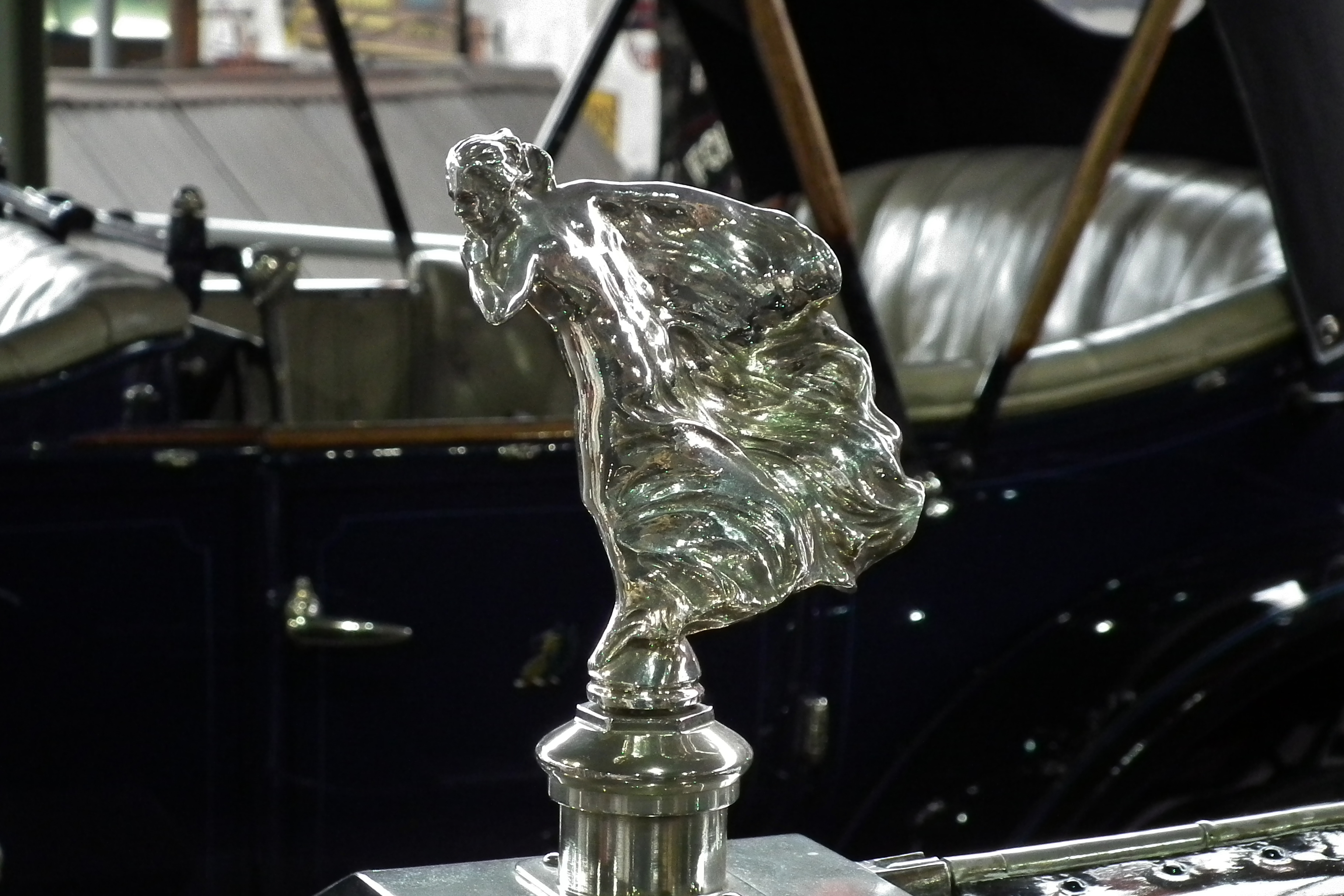
The Whisper

The Spirit of Ecstasy, también llamado  "Emily", "Silver Lady" ("Señorita de Plata") o "Flying Lady" ("Señorita Voladora"), fue diseñado por Charles Robinson Sykes y porta con él una historia de pasión secreta entre John Walter Edward Douglas-Scott-Montagu, (segundo Lord Montagu de Beaulieu desde 1905, un pionero del movimiento automovilístico, y director de la revista The Car desde 1902) y su amor secreto y modelo para el emblema, Eleanor Velasco Thornton.
Una primera estatuilla fue diseñada especialmente para Montagu. Este le encargó a su amigo Sykes la escultura para el capó de su Rolls-Royce Silver Ghost. Sykes eligió a Eleanor Thornton como su modelo. Sykes originalmente creó a mano una figurita basada en ella con su ropa revoloteando por el viento, presionando un dedo contra sus labios - para simbolizar los secretos de su amor. Esta figurita fue, consecuentemente, llamada The Whisper (El Susurro). Por entonces Sykes era un joven artista  graduado del London's Royal College of Art.
Años más tarde esta primera figurilla fue transformada para su distribución general con Rolls Royce. Tomando como modelo la Victoria de Samotracia del Louvre.